# Климат Чехии

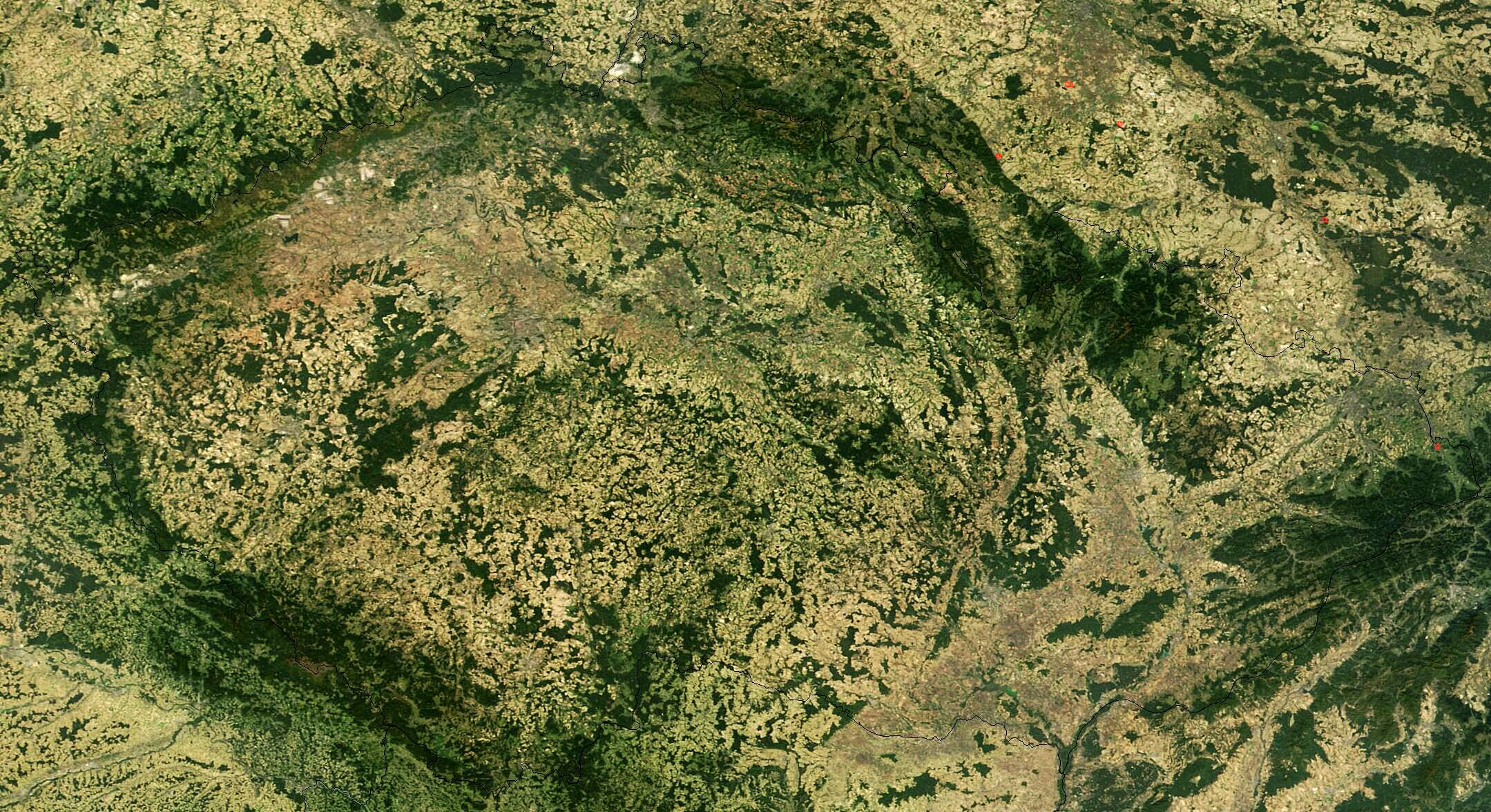
Чехия из космоса.

Климат Чехии умеренный, континентально-океанический, это значит, что в зависимости от направления ветра и атмосферного давления здесь может быть в любое время года, и в любой длительный период времени погода, схожая с погодой как в России, так и в Великобритании, но слабо преобладает континентальное влияние. По классификации климатов Кёппена местный климат принадлежит типу Dfb, с 1000 м высоты — к Dfc, и с 1500 м — к ET.

## Температура

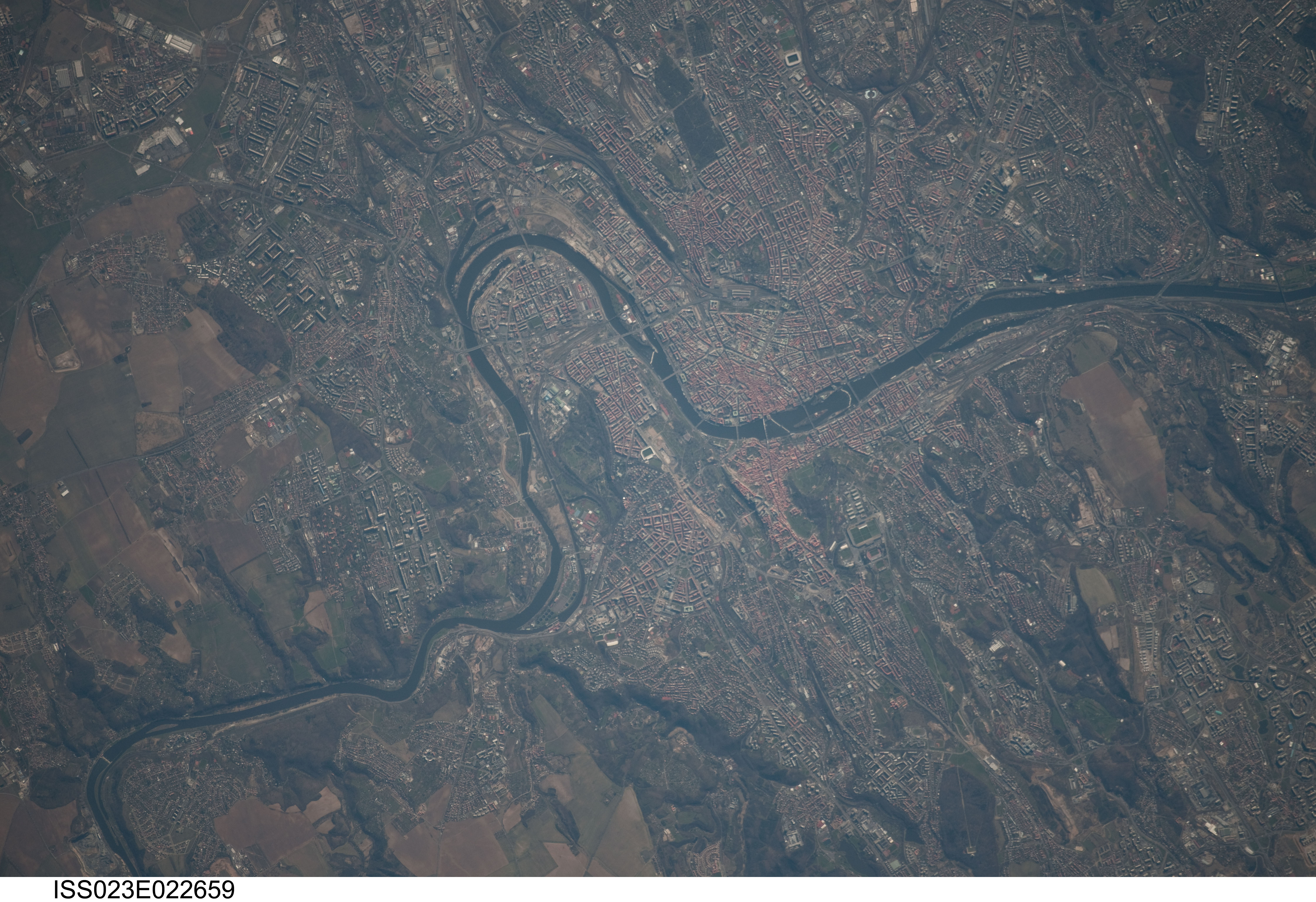
Густо застроенный центр Праги — самое тёплое место Чехии.

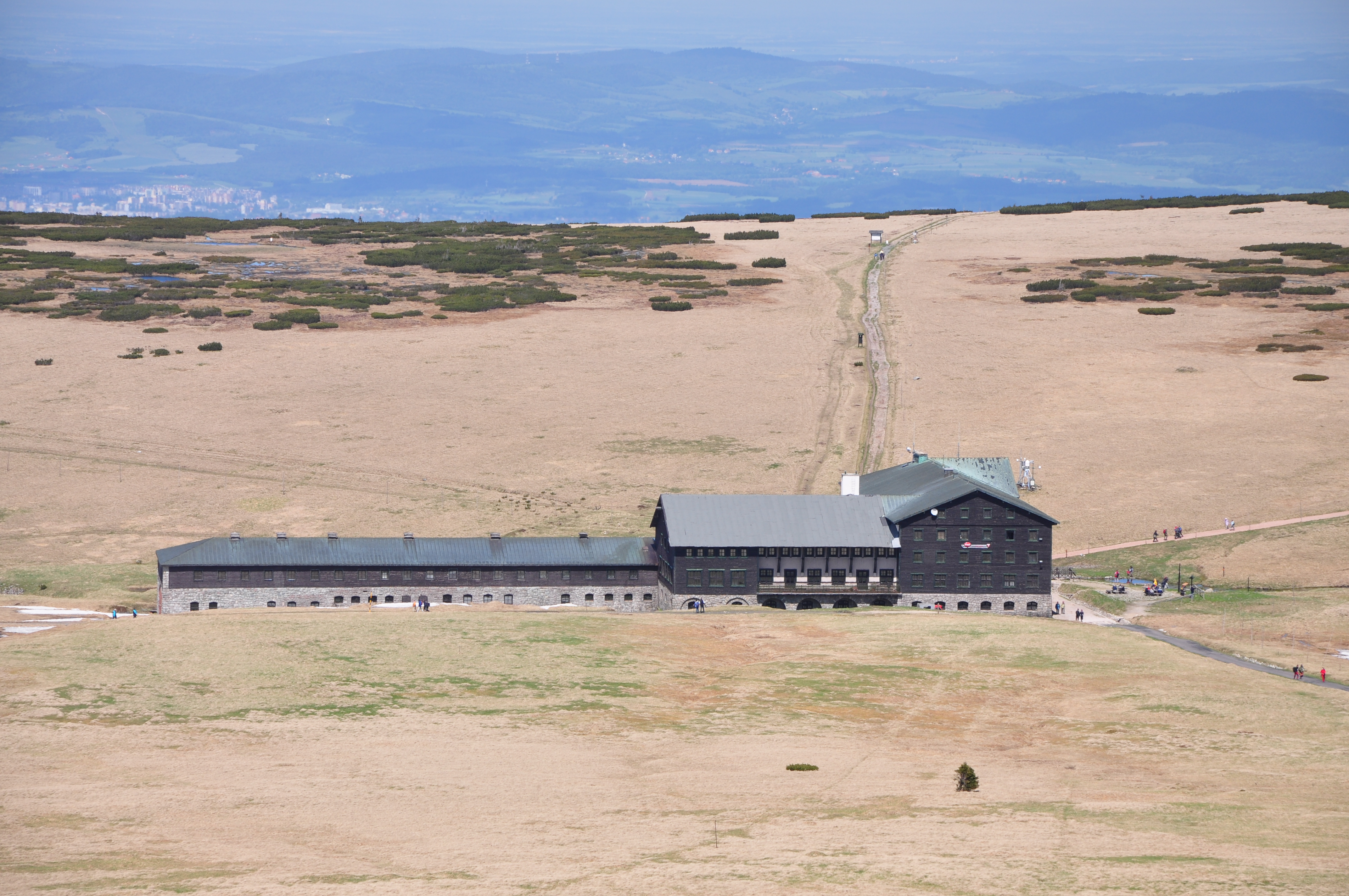
Лучни боуда, под верхом Снежки, здесь полярный климат и тундра.

Если не брать в расчет температурные показатели горных частей страны, то разница между температурами в равнинных землях будет 2 °C . Самые холодные части Чехии, без внимания к их высоте, на всем северо-востоке кроме окрестностей Остравы. Наоборот южная Морава, запад Чехии (кроме Карловарского края) и окрестность реки Лабе теплее. Самая тёплая полоса проходит от Праги, через Пльзень до Домажлиц. Но реально, из-за различной высоты, самая тёплая часть Чехии — южная Морава и самая холодная — Судеты и, удивительно, Шумава, где в долинах бывают самые холодные ночи. С растущей высотой температура её колебания снижается и увеличивается количество осадков. Среднее количество дней с морозом от 90, в самых тёплых областях до 180, в самых холодных, высоко в горах, но чаще это 130 дней с ежедневным морозом, бывает от 30 до 50, в горах до 70. Среднее количество дней с температурой выше 25 °C — 20—70, чаще 50, в горах меньше 30, и от высоты 1500 м температуры, превышающие 25 °C, настолько редки, что здесь бывают менее чем один раз в год.

### Средняя температура
Средняя годовая температура от 5 °C до 10 °C, с несколькими исключениями. На большой части территории Чехии средняя температура самого холодного месяца от −2 °C до −6 °C и самого тёплого от 14,5 °C до 19,5 °C. Наиболее холодное место — верх самой высокой в Чехии горы (Снежка). Средняя температура в июле 8,3 °C и -7,8 °C в январе, средняя годовая температура 0,4 °C. Самое тёплое место — центр Праги, где от природы теплее, и уже и так высокую температуру ещё увеличивает густая застройка высокими домами и минимум природы, поэтому здесь средняя температура самого холодного месяца −1 °C и самого тёплого 20 °C.

### Самые низкие и высокие температуры
Самые высокие летние температуры от 20 °C наверху Снежки до 38 °C — в центре Праги или в южной Мораве, чаще около 30 °C. Самые сильные морозы от −10 °C до −15 °C — в центре Праги (здесь морозы самые слабые), обычно на большинстве территории (в том числе и вершины самых высоких гор) от −15 °C до −20 °C, в Судетских или Шумавских долинах даже от −20 °C до −30 °C. Морозы на вершинах гор и равнинах слабее, чем в долинах, но в течение дня наверху в сравнении с долиной намного холоднее. Абсолютный минимум температуры воздуха был зафиксирован в Литвиновице и составил −42,2 °C, а абсолютный максимум был зарегистрирован в 2012 году в Добржиховице, составив 40,4 °C.

## Осадки

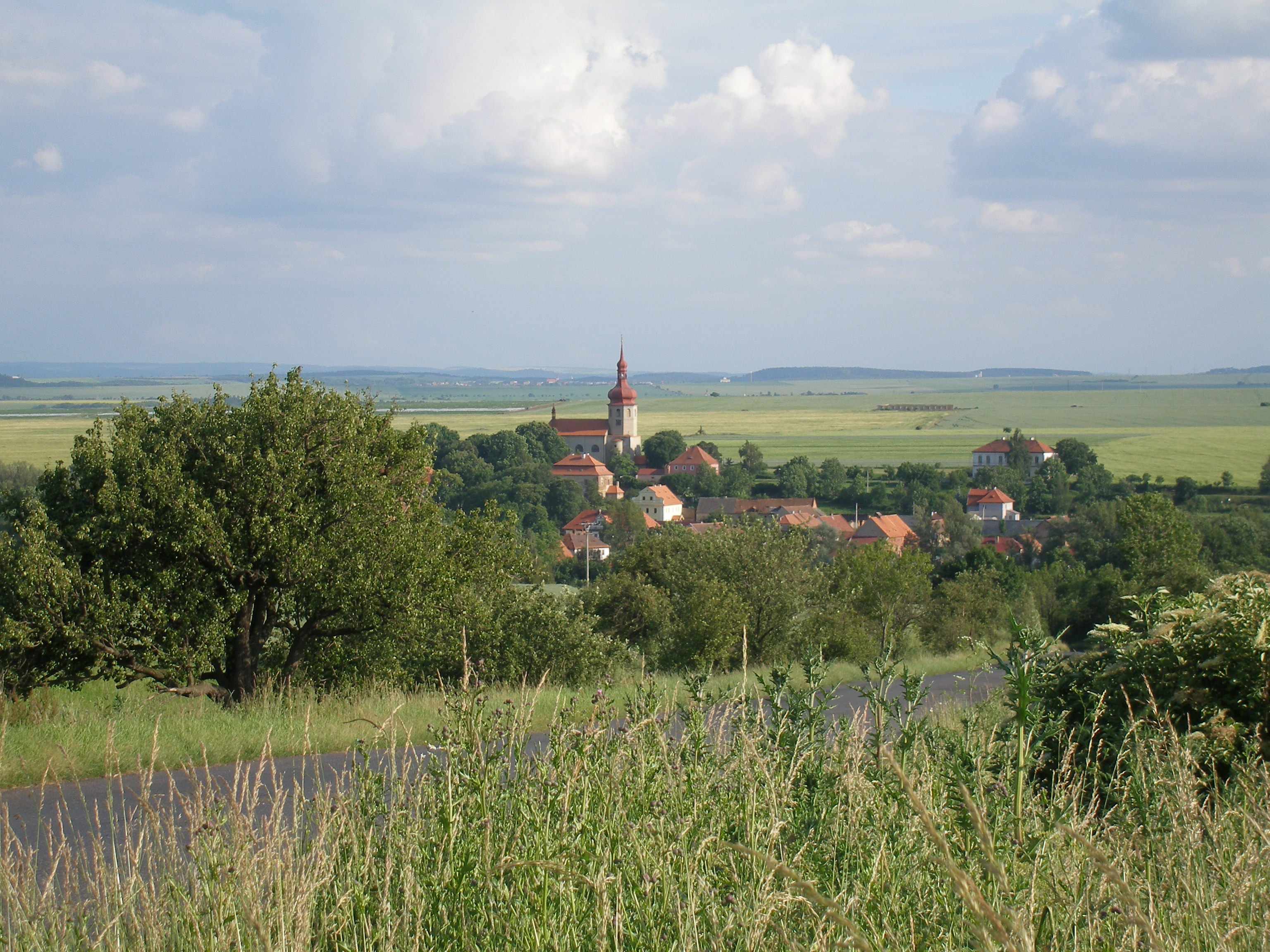
Либедице, самое сухое место.

В большей части Чехии выпадает в среднем 500—700 мм осадков в год; в направлении из центра Чехии к границам количество осадков увеличивается (кроме южной Моравы и севера Моравскосилезского края), около границ выпадает обычно 700—1000 мм в год. Самая сухая часть Чехии — Мостецкая котловина (самое сухое здесь место Либедице, 410 мм в год), потому что лежит в тени Крушных гор, самое дождливое место — деревня Билы Поток недалеко от Либерца, где выпадает 1705 мм в год. Самое богатое на осадки время года — лето, а менее всего осадков выпадает зимой.

### Грозы
Грозы зимой очень редкие, можно сказать что почти никогда не появляются в это время года, но лето на грозы очень богатое, особенно в западной половине Чехии (до 16° в. д.). Запад до 16° намного более склонен к неожиданным грозам в течение жарких дней, на востоке от 16° чаще ясные дни (с подобной температурой как запад), но часто без гроз; сюда грозы приходят с холодными фронтами, которых через Чехию в течение лета пройдет много. Большинство осадков летом выпадает при грозах.

### Снег
Среднее количество дней со снеговым покровом от 40 до 100, в горах доходит до 160. Высота снега обычно не превышает 50 см, более высокий снег бывает только в горах.

## Скорость ветра
Средняя скорость ветра вообще (кроме вершин гор) — 10 — 18 км/ч, наименее — в Бржецлаве (5 км/ч), наиболее — на вершинах самых высоких гор (около 30 км/ч).

## Солнечное сияние
Средняя продолжительность солнечного сияния в году самая высокая в южной Мораве (1800—1900 часов в год), в направлении на север снижается до 1300.

## Времена года

### Весна
Начало весны бывает очень холодным, в некоторые годы зима может продолжаться до начала апреля. Бывает и так, что в начале апреля ещё зима, а к концу наступает лето. В мае могут наблюдаться снег и заморозки.

### Лето
Летом нередки грозы, холодные фронты постоянно сменяются жаркими периодами. После прихода холодного фронта температура понижается до +10 °C — +15 °C и держится несколько дней. Перемещения фронтов создают существенные различия между погодой на западе и на востоке: в одно и то же время в Хебе может быть +20 °C и дождь, а в Остраве +30 °C и ясно. В результате сильных гроз часто поднимается уровень воды в реках, что может повлечь за собой серьёзные наводнения. Затяжные дожди также служат причиной долговременных паводков. На западе Чехии в жаркую погоду случаются грозы, не оказывающие влияния на температуру воздуха.

### Осень
В начале осени по-летнему тепло, здесь нередко такое явление, как переход от лета к бабьему лету. Тем не менее, температуры уже не так высоки, и ночью становится намного холоднее. Первые морозы приходят в октябре, а в ноябре выпадает снег. В конце осени случаются штормы с сильным ветром и инверсиями.

### Зима
Зимой держится снег на земле минимально один раз в год более 24 часов (даже в Праге), но обычно это длится всего несколько дней или недель. В долинах, если зима тёплая, возникают частые инверсии, сильно ухудшающие качество воздуха. Зимняя погода из всех времён года самая неоднозначная и многоликая: в один год она может быть суровая, как в европейской части России, в другой — мягкая, как в Великобритании. Зимой тёплые и холодные периоды постоянно сменяют друг друга, как и в течение всего года, но зимой это наиболее заметно. В тёплые периоды часто пасмурно и температура около 0 °C ночью и от 0 °C до 15 °C днём. В холодные периоды облачно или ясно и температура днём от 0 °C до −10 °C, ночью (в зависимости от местонахождения) — от −10 °C до −30 °C. Зимой бывают частые оттепели и повторные заморозки. В тёплый период могут прийти штормы с очень сильным ветром.

## Качество воздуха
Качество воздуха подобное, как во всей континентальной Европе. Присутствие пыли PM10 круглогодично от 14 до 30 мкг/м³, но в Остраве и её окрестности качество воздуха очень плохое — это одно из самых загрязнённых мест Европы, здесь бывает 40 мкг/м³ и выше, а зимой при смоге часто и больше 100, и даже 200 мкг/м³. Самое грязное место — Острава Бартовице, часть Остравы, лежащая в тени завода ArcelorMittal, выпускающего много ПМ10 и бензпирена, здесь круглогодично 70 мкг/м³,, это же место держит рекорд по количеству бензпирена.

## Галерея

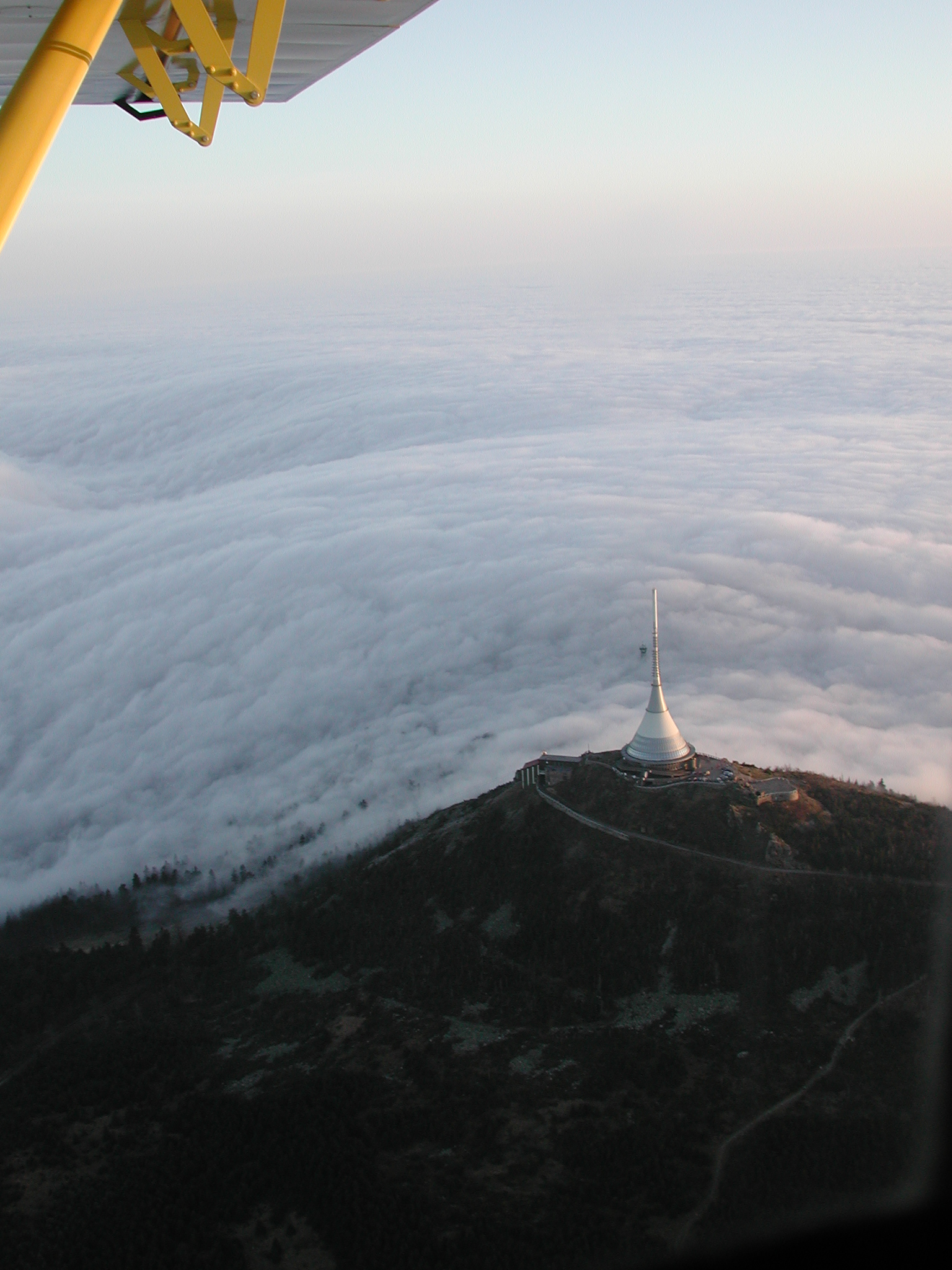
Зимняя инверсия.
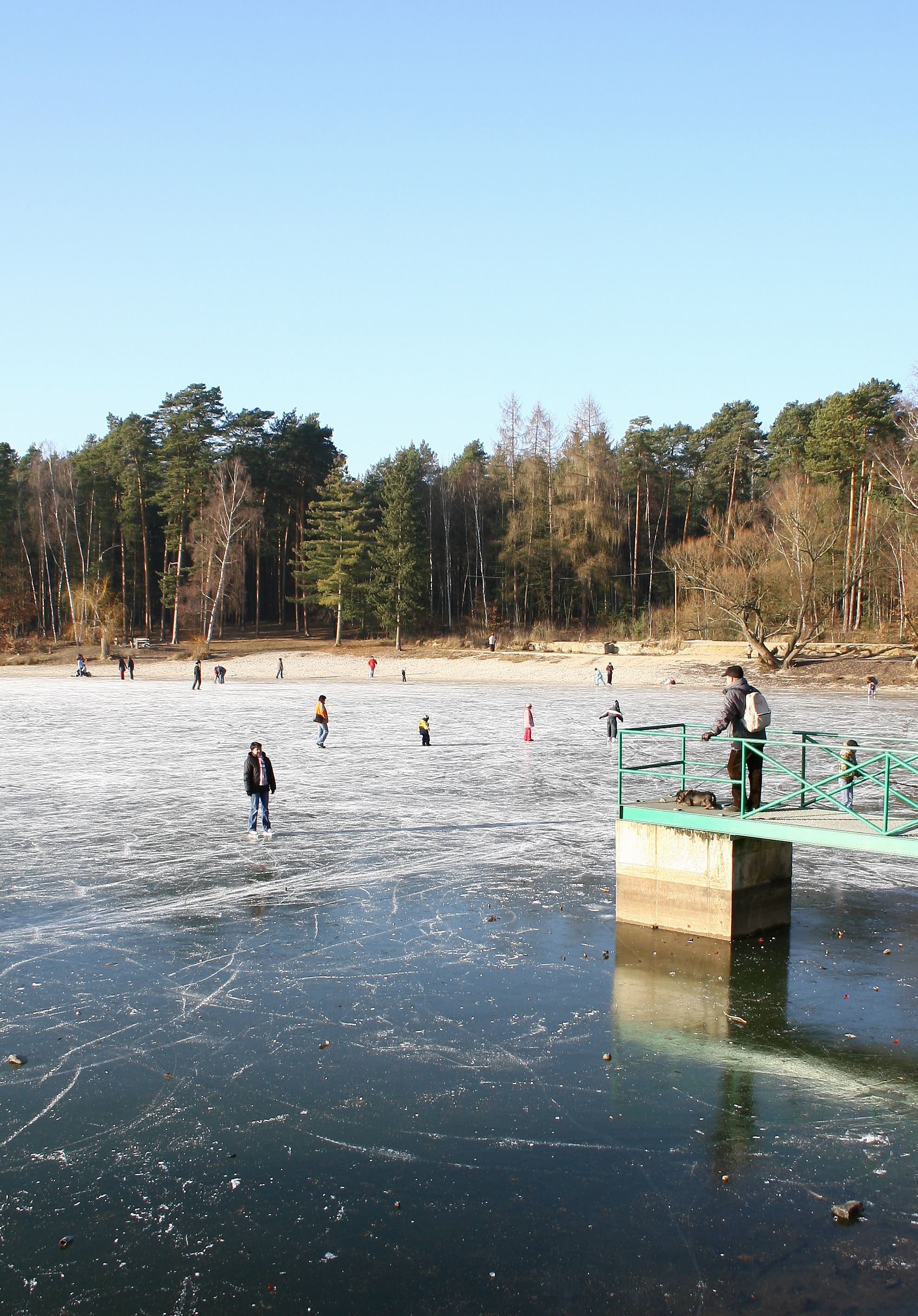
Зимой часто появляется лёд на прудах.
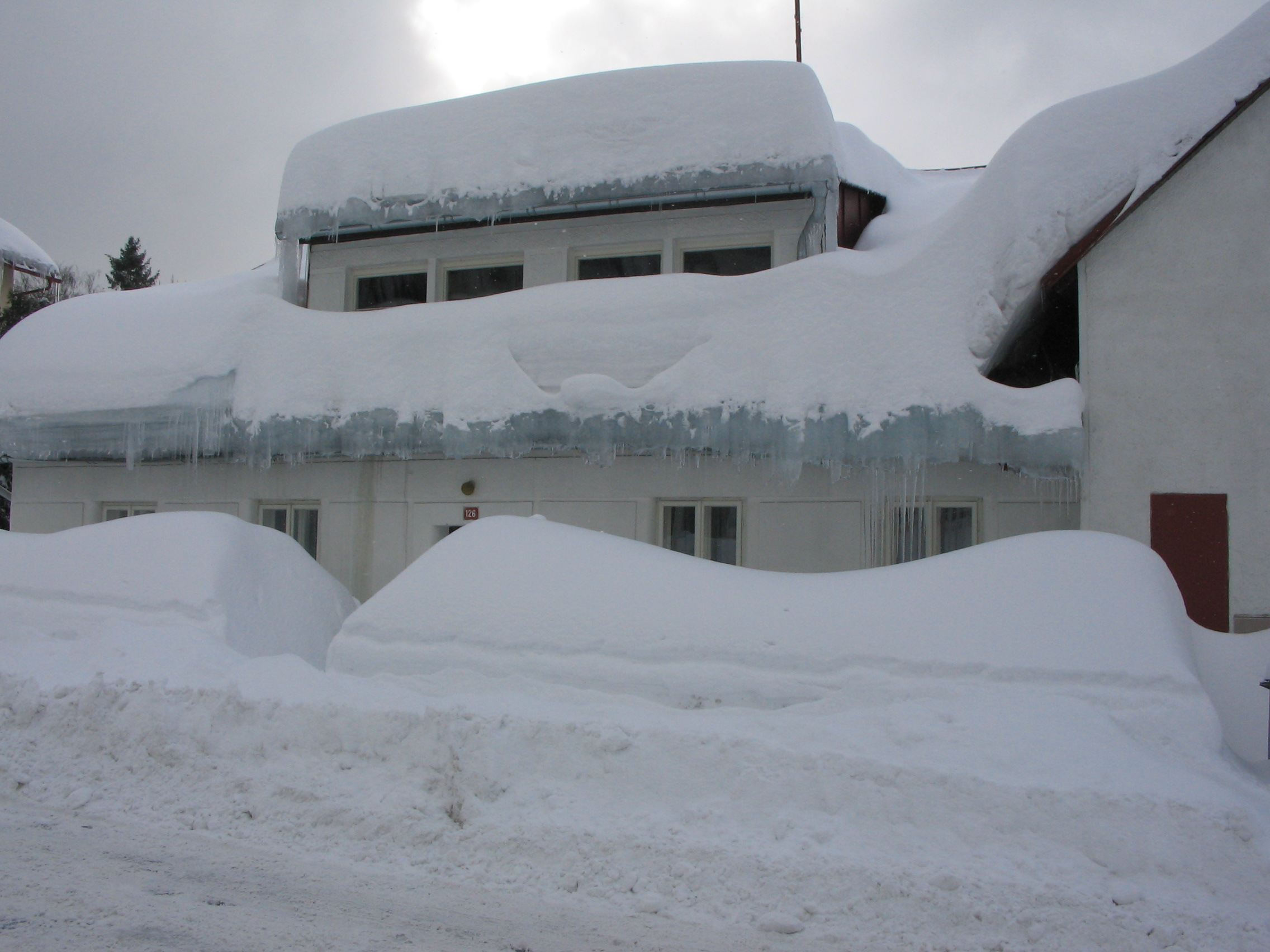
В чешских горах может быть более одного метра снега.
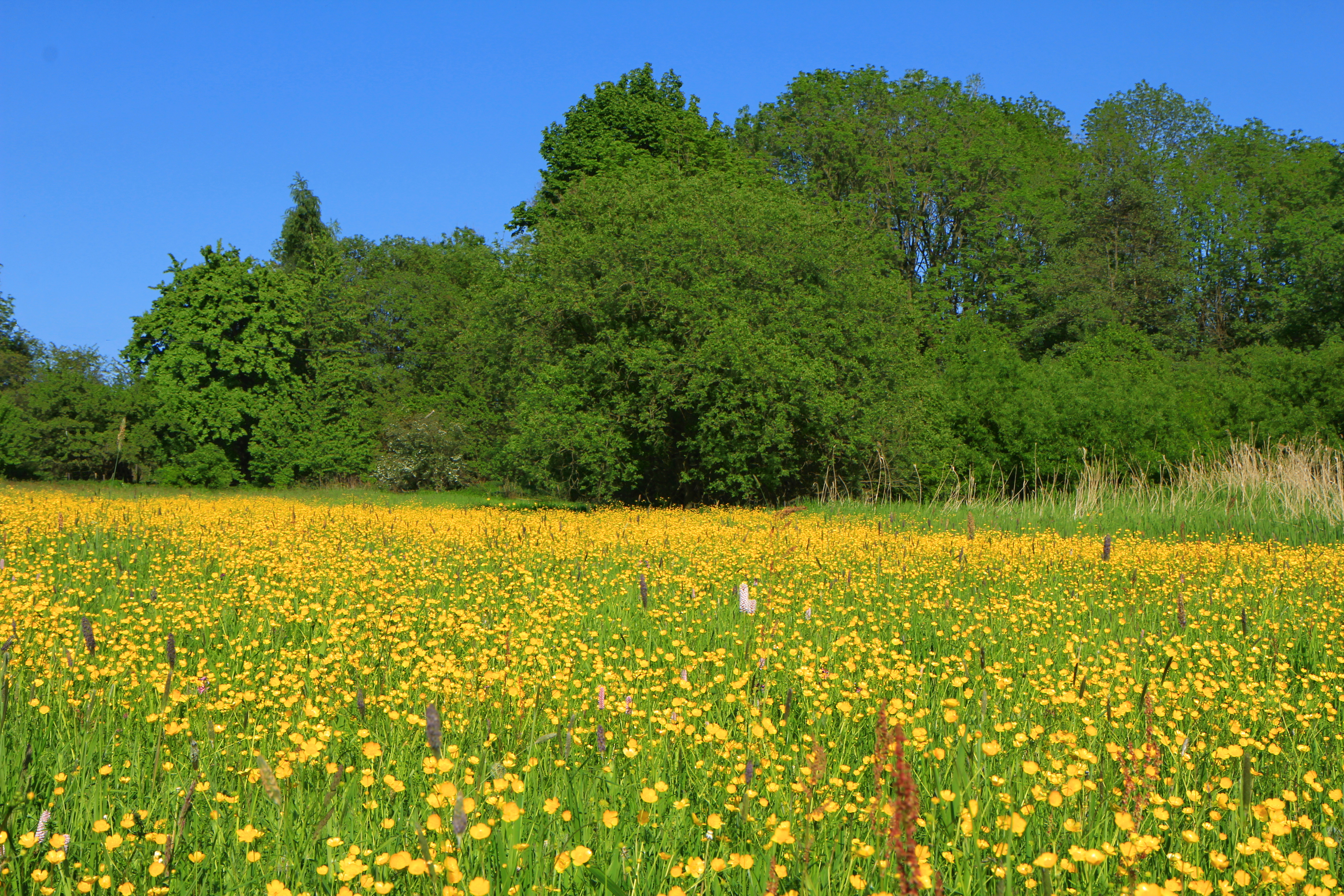
Весна.
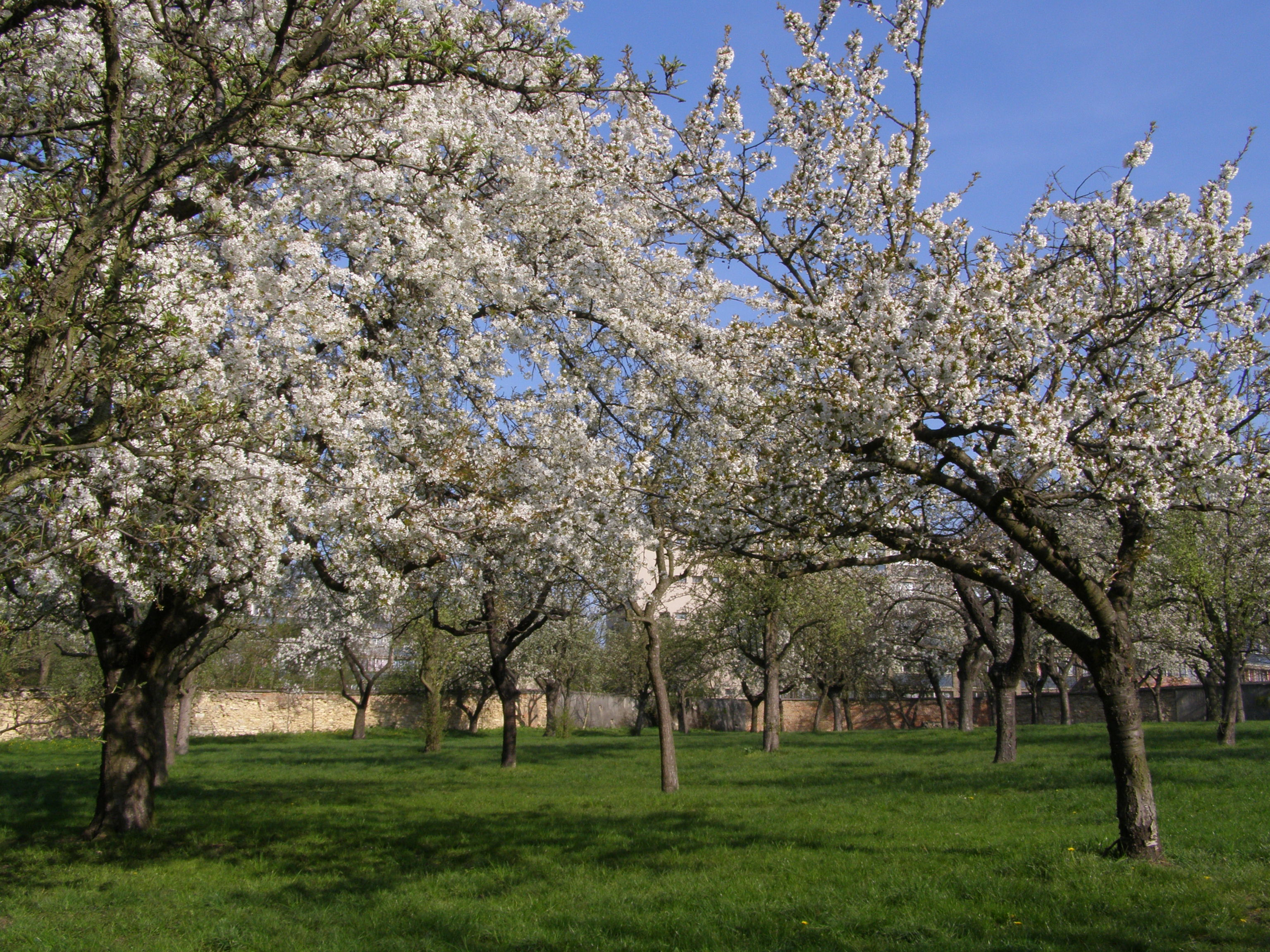
Деревья весной.
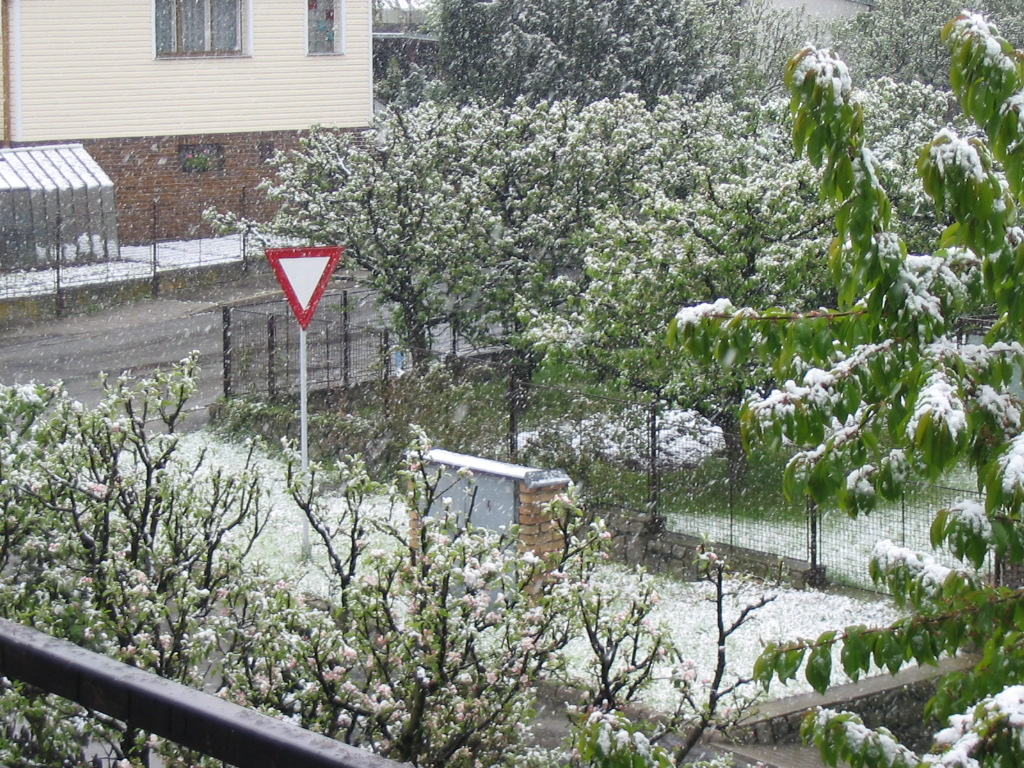
Снег в мае.
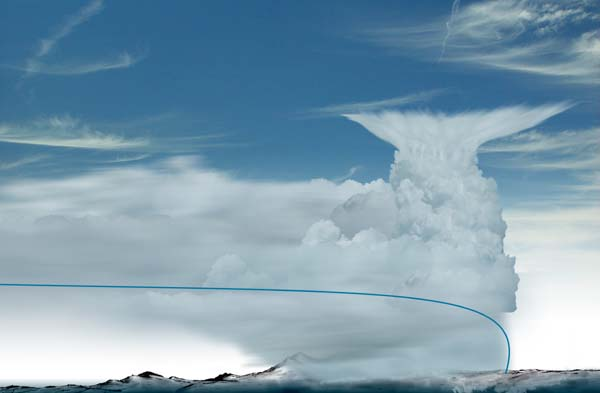
Летом нередок холодный фронт
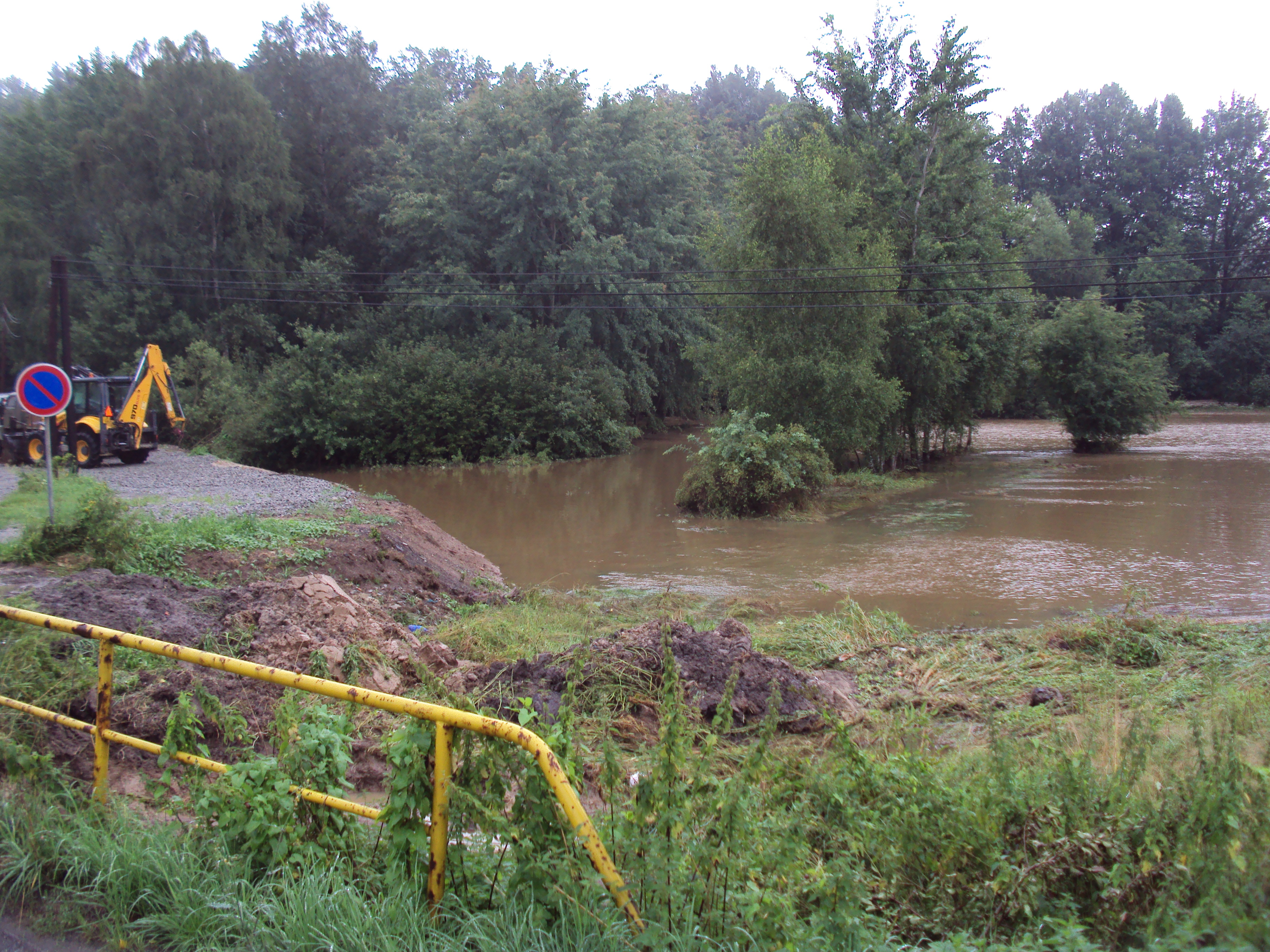
Наводнения летом тоже часты.
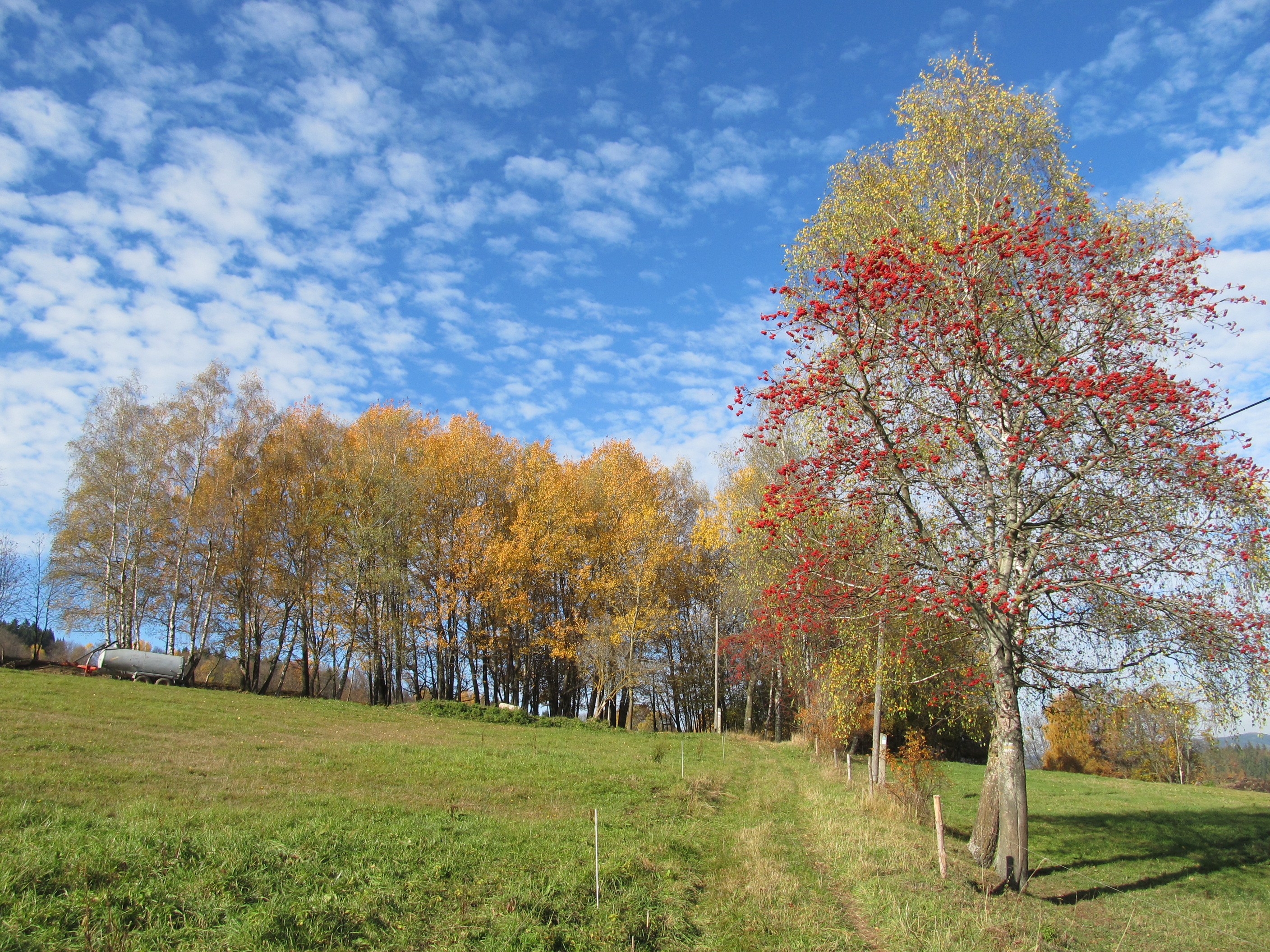
Осень.